# 라팔마섬
라팔마섬(스페인어: La Palma)은 스페인 카나리아 제도에 위치한 섬이다.

## 화산
이 섬은 두 개의 화산을 포함하고 있는데, 하나는 쿰브레 비에하, 또 하나는 테네기아이다. 그 중 테네기아는 1971년 마지막으로 분화한 활화산이며 1949년 이후로 쉬고 있던 쿰브레 비에하 산도 균열이 생기며 대분화를 준비하고 있다. 만약 분화할 경우 높이 400m의 거대 쓰나미가 발생하는 초화산급 폭발을 일으킬 수 있다고 한다. 섬이 반으로 쪼개지는 것이다.

2021년 9월 11일부터 쿰브레 비에하 산 서쪽 산기슭에서 시작된 대량의 화산성 지진으로 인해 분화의 조짐이 보였고, 마침내 8일만인 9월 19일 현지시각 기준 오후 3시 15분경 50년만에 다시 분화하였다. 라스 만차스 지역에서 열극과 함께 용암류가 발생하고 있다.